# TMEM179
TMEM179 (англ. Transmembrane protein 179) – білок, який кодується однойменним геном, розташованим у людей на 14-й хромосомі. Довжина поліпептидного ланцюга білка становить 233 амінокислот, а молекулярна маса — 26 378.
| 10         |  | 20         |  | 30         |  | 40         |  | 50         |
| ---------- |  | ---------- |  | ---------- |  | ---------- |  | ---------- |
| MALNNFLFAQ |  | CACYFLAFLF |  | SFVVVVPLSE |  | NGHDFRGRCL |  | LFTEGMWLSA |
| NLTVQERERF |  | TVQEWGPPAA |  | CRFSLLASLL |  | SLLLAAAHAW |  | RTLFFLCKGH |
| EGSFFSAFLN |  | LLVSAFVVFL |  | VFIASTIVSV |  | GFTMWCDTIT |  | EKGTVPHSCE |
| ELQDIDLELG |  | VDNSAFYDQF |  | AIAQFGLWAS |  | WLAWLAITTL |  | AFLKVYHNYR |
| QEDLLDSLIH |  | EKELLLARPS |  | PRTSFQEEKS |  | AVI        |  |            |

A: Аланін

C: Цистеїн

D: Аспарагінова кислота

E: Глутамінова кислота

F: Фенілаланін

G: Гліцин

H: Гістидин

I: Ізолейцин

K: Лізин

L: Лейцин

M: Метіонін

N: Аспарагін

P: Пролін

Q: Глутамін

R: Аргінін

S: Серин

T: Треонін

V: Валін

W: Триптофан

Задіяний у такому біологічному процесі, як альтернативний сплайсинг. 
Локалізований у мембрані.